# Oława (gromada)
Oława – dawna gromada, czyli najmniejsza jednostka podziału terytorialnego Polskiej Rzeczypospolitej Ludowej w latach 1954–1972.
Gromady, z gromadzkimi radami narodowymi (GRN) jako organami władzy najniższego stopnia na wsi, funkcjonowały od reformy reorganizującej administrację wiejską przeprowadzonej jesienią 1954 do momentu ich zniesienia z dniem 1 stycznia 1973, tym samym wypierając organizację gminną w latach 1954–1972.
Gromadę Oława z siedzibą GRN w mieście Oławie (nie wchodzącym w skład gromady) utworzono 1 lipca 1968 w powiecie oławskim w woj. wrocławskim z części obszarów gromad: Godzikowice (wsie Ścinawa i Ścinawa Polska) i Marcinkowice (wieś Górnik) oraz z części obszarów zniesionych gromad: Godzinowice (wsie Gaj Oławski, Jaczkowice i Nowy Otok) i Jelcz (wieś Stary Otok) oraz w tymże powiecie. Dla gromady ustalono 18 członków gromadzkiej rady narodowej. 
Gromada przetrwała do końca 1972 roku, czyli do kolejnej reformy gminnej. 1 stycznia 1973 w powiecie oławskim utworzono gminę Oława.